# 沃伊內什蒂鄉 (瓦斯盧伊縣)
46°34′N 27°25′E / 46.567°N 27.417°E
沃伊內什蒂鄉（羅馬尼亞語：Comuna Voinești, Vaslui），是羅馬尼亞的鄉份，位於該國東北部，由瓦斯盧伊縣負責管轄，面積87平方公里，海拔高度274米，2007年人口3,963，人口密度每平方公里45人。

## 友好城市
- 法國 维里亚